# سرپل (شهر)
سرپل مرکز ولایت سرپل کشور افغانستان است.